# Горленко Андрій Дмитрович
Горленко Андрій Дмитрович (*бл. 1680 — †1756) — український державний діяч доби Гетьманщини. Наказний Гетьман України під час Північної війни (1705), пізніше — союзник Швеції. Син українського державного діяча, полковника Прилуцького Дмитра Горленка, сподвижника Гетьмана Іоанна Мазепи. Батько Йоасафа Горленка, канонізованого Православною Церквою. Зять Гетьмана України Данила Апостола. Прямий предок Гетьмана України Павла Скоропадського.
Вихованець Києво-Могилянської академії.

## Біографія
Горленко здобув вищу освіту у Києво-Могилянській академії (закінчив на початку 1700-х).
Вступив на службу до козацького війська в ранзі бунчукового товариша. Брав участь у Північній війні 1700–1721. За відсутності батька деякий час виконував обов'язки наказного прилуцького полковника та наказного гетьмана у поході під Гродно (1705).
Восени 1708 підтримав виступ Гетьмана Івана Мазепи і разом з батьком і тестем Д. Апостолом прийняв підданство Шведського королівства, пиєднавшись до короля Карла XII. Згодом був інтернований до Москви, де перебував від 1709 до 1715, коли на його місце відправили батька, Д. Горленка, який прожив у неволі до 1731. Всі маєтки у Горленків було відібрано окупаційним режимом.
Повернувшись в Україну, став знову до служби у козацькому війську. Як наказний гетьман взяв участь у Гилянському поході до Ірану (1725–1727).
Володів значними маєтностями у Миргородському й Лубенському полках. Йому належало село Хаєнки, хутів Вернигорівський і с. Стасівці, ґрунти в селах Подище, Журавка, Переволочна, Полонки. Жив у старовинній батьківській садибі — селі Чернявщина (Лапинці) під Прилуками.
Одружений з Марією Апостол — донькою Миргородського полковника, згодом Гетьмана України Данила Апостола.
Мав 5 синів і 3 дочок. Найвідоміший син — святий Йоасаф Горленко. Серед інших — М. Горленко, ігумен Максаківського Спасо-Преображенського монастиря, настоятель Київського Братського монастиря, та Андрій Горленко, останній полтавський полковник.